# O Passeio
O Passeio (francês: La Promenade) é uma pintura a óleo sobre tela do pintor impressionista francês Pierre-Auguste Renoir, datada de 1870. O quadro mostra um jovem casal a passear fora da cidade, por um caminho num bosque. Influenciado pelo revivalismo rococó, durante o Segundo Império Francês, O Passeio reflecte o antigo estilo e temas dos pintores do século XVIII como Jean-Honoré Fragonard e Jean-Antoine Watteau. A pintura também motra a influência de Claude Monet na abordagem de Renoir à pintura.